# Parastephanops
Parastephanops is een geslacht van spinnen uit de  familie van de Thomisidae (krabspinnen).

## Soorten
- Parastephanops cognatus (O. P.-Cambridge, 1892)
- Parastephanops echinatus (Banks, 1914)